# عبد المنعم سعيد (عسكري)
اللواء أركان حرب عبد المنعم محمد سعيد (16 مايو 1933- 5 نوفمبر 2021) عسكري ورجل دولة مصري ينتمي إلى مدينة المنصورة بمحافظة الدقهلية. تخرج في الكلية الحربية سنة 1955، ثم كلية القادة والأركان. شارك في حرب 1967 وحرب الاستنزاف وحرب أكتوبر 1973م حيث كان بهيئة العمليات في فرع التخطيط التي كان يرأسها اللواء أركان حرب محمد عبد الغني الجمسي. في عام 1975 عين قائدًا للواء الرابع مشاة من الفرقة الثانية، وفي 1978 حصل على الزمالة من أكاديمية ناصر العسكرية العليا، وسافر إلى أمريكا سنة 1981 للحصول درجة الزمالة، وعين قائدًا للفرقة الثالثة مشاة 1982، وفى عام 1983 عين رئيسًا لفرع التخطيط بهيئة العمليات، ثم رئيسًا لأركان المنطقة الغربية سنة 1984، وفى سنة 1985 عين قائدًا للجيش الثاني الميداني، وفى أغسطس 1986 عين رئيسًا لهيئة العمليات حتى مايو 1990، حتى خرج ليعين محافظ السويس، وفي عام 1991 عين محافظًا لجنوب سيناء، وفي عام 1993 عين محافظًا للبحر الأحمر حتى وفاته.

## نشأته
عاش في مرحلة الطفولة مع والده الذى كان يعمل في تجارة الاصواف بالمنصورة حتى بلغ سن العشرة سنوات، توفت والدته وهى صغيرة حيث لم يتعدَ عمرها حوالى 39 سنة ثم توفى والده بعدها بعامين مما اضطر ان تتولى أخته الكبرى رعايته هو وأخوته وسافرت بهم إلى القاهرة عام 1942م، ليستقر في حي الأزهر.
أتم تعليمه الابتدائى في مدرسة الجمالية الإبتدائية ثم ألتحق بمدرسة الحلمية الثانوية وكان هدفه دخول كلية الهندسة لأنه كان يعشق الرياضيات ولذلك دخل في آخر عام الثانوية العامة فقد كان يقال عليها «التوجيهيه» شعبة رياضيات وحصل على تقدير متقدم وبالفعل قدم أوراقة بعدها في كلية الهندسة جامعة فؤاد الاول (جامعة القاهرة حاليا) وذلك عام 1952 قبل ثورة يوليو بأشهر قليلة.
ثورة يوليو
إلا أنه قد تغير مع اندلاع ثورة 23 يولي 1952، وكان من ضمن مبادئها إقامة جيش وطني، فغير رأيه وقدم أوراقة للكلية الحربية.

## المسيرة المهنية
تخرج عبد المنعم سعيد في الكلية الحربية في الثالث من مارس سنة 1955، في حفلة حضرها الرئيس جمال عبد الناصر، وعين في لواء المشاة بالإسكندرية، وكان يقوده العقيد أركان حرب أنور القاضي.
في نهاية عام 1958 نقل إلى مدرسة المشاة، ليعمل معلمًا للأسلحة الصغيرة، ويستمر في هذه المدرسة العريقة التي تربى فيها كل ضباط المشاة بداية من فرق قادة فصائل وحتى قادة ألوية، وفى تلك الأثناء رقى إلى رتبة النقيب.
تقدم للترشيح بكلية القادة والأركان وحصل على المركز الأول في التقديم وسافر إلى روسيا سنة 1965 للدراسة بأكاديمية فرونز للحصول على درجة الماجستير في العلوم العسكرية وظل هناك حتى اندلعت حرب يونيو 1967.
رجع من الاتحاد السوفيتي (روسيا حالياً) بعد أن حصل على دورة أركان الحرب فصار الرائد أركان حرب،وحصل على ماجستير علوم عسكرية منها عام 1968 بعدها عُينَ بقيادة الجيش الثانى ضابط خطط مع اللواء عبد المنعم خليل قائد الخطط، وعين ضابط عمليات بالجيش الثاني الميداني، في فرع التخطيط، وعمل مع قادة الجيش الكبار الأوائل مثل: اللواء أحمد إسماعيل، واللواء عدلي سعيد، واللواء توفيق عبدالنبى، واللواء عبد المنعم خليل، وفى تلك الأثناء شهد إعادة بناء القوات المسلحة، وأشرف على التدريب المستمر لتعويض الخسائر الفادحة التي سببتها الحرب واستمر في شعبة العمليات وعمل أيضا ضابطًا لخطط الجيش الثاني مع اللواء عبد المنعم خليل وكان يقوم بتنظيم تعاون مع القوات المعاونة من الصاعقة والبحرية والقوات الجوية وخطط التدريب، وكان ينظم التعاون مع الجيش الثالث لتنظيم المهام في منطقة فايد قبل عرضها على وزير الحربية وبسبب تميزه الواضح حاز على أعجاب الجميع مما جعل قادة الجيش يتمسكون به فتأخر تعيينه كقائد كتيبة إلى عام 1970 حيث رقى إلى رتبة العقيد فعين قائدًا للكتيبة 149 باللواء 30 مشاة مستقل ببورسعيد لمدة عام. وفي عام 1975م عين قائدًا للواء الرابع مشاة من الفرقة الثانية وفى 1978م حصل على الزمالة من أكاديمية ناصر العسكرية العليا وسافر إلى أمريكا سنة 1981 للحصول درجة الزمالة وعين قائدًا للفرقة الثالثة مشاة 1982 وفى عام 1983 عين رئيسًا لفرع التخطيط بهيئة العمليات ثم رئيسًا لأركان المنطقة الغربية سنة 1984م وفى سنة 1985 عين قائدًا للجيش الثاني الميداني وفى أغسطس 1986م عين رئيسًا لهيئة العمليات حتى مايو 1990 انتهت خدمته بالقوات المسلحة وكان منصبها وقتها رئيسا لهيئة عمليات القوات المسلحة عام 1990م وتقلد بعدها منصب محافظ السويس ،وفي عام 1991 عين محافظًا لجنوب سيناء، وفى عام 1993عين محافظًا للبحر الأحمر.

## المشاركات العسكرية

### حرب الأستنزاف
عقب عودته من موسكو تمّ تعيينه ضابط خطط في قيادة الجيش الثاني الميداني ليتولى مسؤولية التخطيط للعمليات بمرافقة مسؤولي الجيش بقيادة الفريق عبدالمنعم خليل قائد الجيش الثاني الميداني حتي انه قام بالقبض على أكثر من أسير منهم الضابط الإسرائيلى عساف ياجورى .
وفى هذه الحرب كان يضع خطط ويعرضها علي قادة الجيوش وهى التي مهدت لحرب أكتوبر وتم وقف إطلاق النار في 8/8/1970 وبدأ الإعداد لحرب أكتوبر حيث تم تعيينه بهيئة العمليات في فرع التخطيط التي كان يرأسها اللواء أركان حرب محمد عبد الغنى الجمسى وعُين لقيادة الجيش الثانى ضابط خطط مع قائد الجيش اللواء عبدالمنعم خليل قائد الخطط في حرب الاستنزاف كما كان مسئولًا عن الخطط الشهرية.
واستمر عبد المنعم سعيد في شعبة العمليات وعمل أيضا ضابطًا لخطط الجيش الثاني، وكان يقوم بتنظيم تعاون مع القوات المعاونة من الصاعقة والبحرية والقوات الجوية، وخطط التدريب كانت شهرية، وكان ينظم التعاون مع الجيش الثالث لتنظيم المهام في منطقة فايد قبل عرضها على وزير الحربية بالقاهرة، وكان قادة الجيش يتمسكون به فتأخر تعيينه كقائد كتيبة إلى عام 1970م الذى رقى فيه إلى رتبة العقيد، فعين قائدًا للكتيبة 149 باللواء 30 مشاة مستقل ببورسعيد لمدة عام.

### حرب أكتوبر

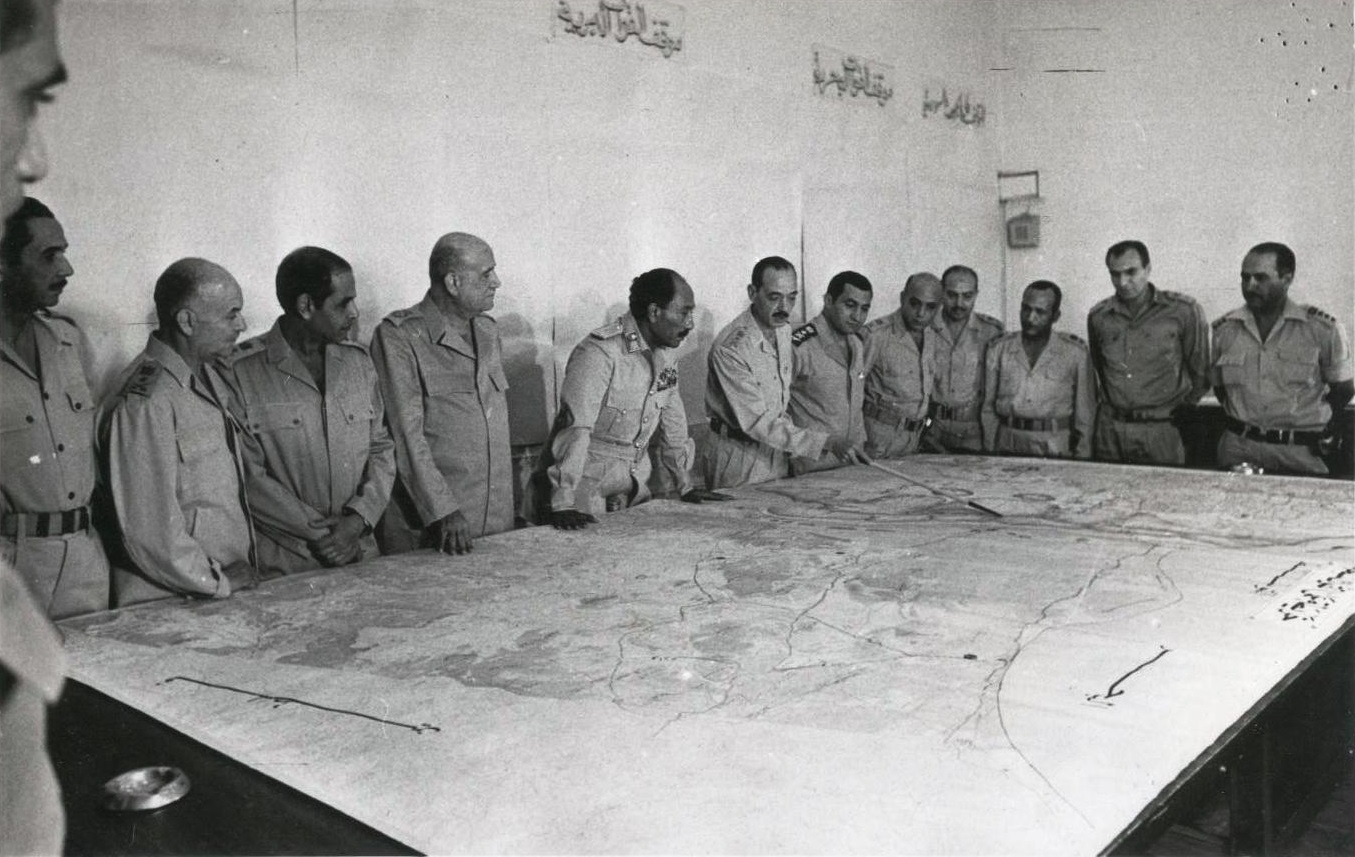
قادة حرب أكتوبر

بعد فترة من حرب الأستنزاف عين قائد كتيبة ثم اختير ليصبح ضابط خطط ضمن صفوف هيئة عمليات القوات المسلحة وكان له دورًا مهمًا خلال حرب اكتوبر حيث تواجد في غرفة العمليات الرئيسية بعد تولي المشير أحمد إسماعيل وزير الحربية التي أديرت منها الحرب برفقة الرئيس الراحل محمد أنور السادات حيث عرف خطة الهجوم ووضع خطط الحرب
مع كبار قادة القوات المسلحة وعن خطة الحرب قال
 ويصف تكوين الغرفة بأنها غرفة مربعة بها أربعة أركان رئيسية الركن الرئيسى به منضدة عريضة يجلس عليها الرئيس السادات والمشير أحمد إسماعيل وزير الدفاع القائد العام والفريق سعد الدين الشاذلى رئيس الأركان وضابط الاتصال للتنسيق مع سوريا أثناء الحرب لأنه واثنين من الضباط برتبة مقدم مسؤولون عن كتابة الأوامر التى تصدر من الوزير أمامها خريطة كبيرة عليها خطة الحرب وبجوارها منضدة عليها الضباط العقداء وكان عبدالمنعم واحدا منهم مسؤولين عن متابعة تنفيذ الخطة ويتناوبون العمل .

#### إدارة حرب أكتوبر من غرفة العمليات
كان عبد المنعم ضابط خطط في هيئة العمليات وضمن 10 ضباط بفرع الخطط الذى يتولى وضع خطة الحرب ثم يعرضها على رئيس الهيئة، الذي يعرضها على رئيس الأركان ليصدق عليها ثم متابعة العمليات وتطبيق الخط الموضوعة وتنفيذها وفقا للمتغيرات الطارئة 
.

#### بعد إنتصار أكتوبر
فى يوم 6 أكتوبر إلى 28 أكتوبر تم وقف إطلاق النار كان يجلس بغرفة العمليات لا يذهب الي اي مكان أخري ويظل طوال فترة الحرب بها ، وكان ينام أسفل منضدة العمليات «ترابيزة» الاجتماع حتي انتهت الحرب، بعدها انتقل إلى هيئة العمليات وأصبح قائد لواء.

## مناصب تقلدها
عمل بالعديد من المواقع الهامة بالقوات المسلحة و تدرج بالعديد من المناصب الهامة و القيادية بها.وهو أحد قادة حرب أكتوبر المجيدة وأحد الرموز العسكرية المصرية وله بصمة أيضاً في الحياة المدنية تولى منصب محافظ لعدد من المحافظات فهو ابن من أبناء القوات المسلحة وقائدًا من قادة حرب أكتوبر المجيدة والذي تولى العديد من الوظائف القيادية إذ عُين قائد للجيش الثاني الميداني وكذلك رئيس هيئة عمليات القوات المسلحة
شارك بالعديد من الحروب التي خاضها الجيش المصري مثل حرب اليمن و كان من ابطال حرب اكتوبر عام ١٩٧٣ ..
قام بتمثيل مصر دبلوماسياً في العراق حيث كان المُلحق العسكري المصري بالسفارة المصرية هناك في الفترة من ١٩٨٢ الي ١٩٨٥ ..
عقب عودته لمصر عمل كرئيساً لفرع التخطيط
في عام 1975م عين قائدًا للواء الرابع مشاة من الفرقة الثانية، وفى 1978 حصل على الزمالة من أكاديمية ناصر العسكرية العليا، وسافر إلى أمريكا سنة 1981 للحصول درجة الزمالة، وعين قائدًا للفرقة الثالثة مشاة 1982، وفى عام 1983عين رئيسًا لفرع التخطيط بهيئة العمليات، ثم رئيسًا لأركان المنطقة الغربية سنة 1984، وفى سنة 1985 عين قائدًا للجيش الثاني الميداني، وفى أغسطس 1986 عين رئيسًا لهيئة العمليات حتى مايو 1990، حتى خرج ليعين محافظ السويس، وفي عام 1991 عين محافظًا لجنوب سيناء، وفى عام 1993عين محافظًا للبحر الأحمر.

## وفاته
فى صباح يوم الجمعة 5 نوفمبر عام 2021م توفي عبد المنعم سعيد، رئيس هيئة عمليات القوات المسلحة الأسبق، الذى تقلد عدد من المناصب داخل القوات وأصدرَت القيادة العامة للقوات المسلحة، نعت فيه عبد المنعم سعيد، ببيانا رسميا نعت فيه الراحل، ووصفته، خلال البيان بأنه 
.

## الأوسمة والأنواط والميداليات

### الأوسمة العسكرية
- نوط الشجاعة العسكري من الطبقة الثانية (بعد حرب أكتوبر).
- وسام التحرير.
- وسام ذكرى قيام الجمهورية العربية المتحدة.
- نوط الجلاء العسكري.
- نوط الاستقلال العسكري.
- نوط النصر.
- نوط تحرير سيناء 25 أبريل.
- نوط الواجب العسكري من الطبقة الثانية.
- نوط التدريب.
- نوط الخدمة الممتازة.
- ميدالية الخدمة الطويلة والقدوة الحسنة الطبقة الأولى.
- ميدالية يوم الجيش.
- ميدالية جرحى الحرب.
- ميدالية العيد العاشر للثورة.
- ميدالية العيد العشرين للثورة.
- ميدالية 6 أكتوبر 1973.
- نوط الجمهورية العسكري.
- نوط الخدمة الطويلة والقدوة الحسنة.

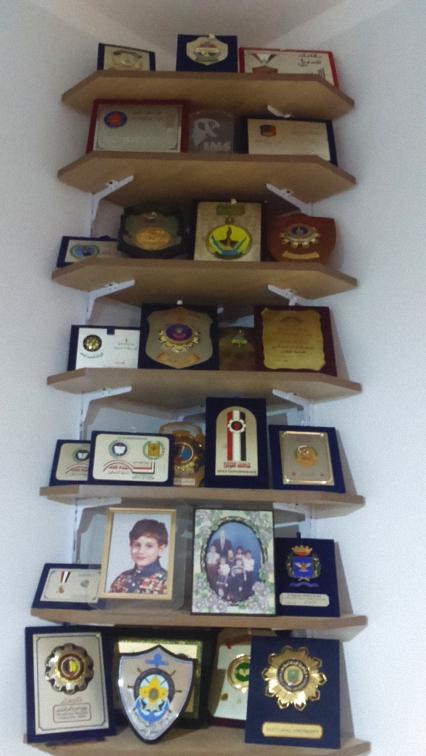
الأوسمة والأنواط والميداليات اللواء عبد المنعم سعيد

- نوط الخدمة الممتازة.